# Hermann Kroll-Schlüter
Hermann Kroll-Schlüter (* 1. März 1939 in Belecke) ist ein deutscher Landwirt und Politiker (CDU).
Kroll-Schlüter begann eine landwirtschaftliche Lehre. 1965 legte er am Sozialinstitut Kommende und der Deutsche Landjugend-Akademie Fredeburg seine Diplom bzw. die landwirtschaftliche Meisterprüfung ab und übernahm 1970 den elterlichen Hof in Belecke. Bereits 1959 war er in die CDU eingetreten. Von 1969 bis 1975 war er Bürgermeister der Stadt Belecke und von 1975 bis 1989 Bürgermeister der Stadt Warstein. Dem Deutschen Bundestag gehörte er von 1972 bis 1990 an. 1972 und 1976 gewann er das Direktmandat im Wahlkreis Lippstadt – Brilon und bei den darauffolgenden Wahlen im Wahlkreis Soest. Von 1991 bis 1998 amtierte er als Staatssekretär im Ministerium für Landwirtschaft und Forsten des Freistaates Sachsen.

## Kirchliches Ehrenamt
Hermann Kroll-Schlüter war vielfältig im kirchlichen Raum ehrenamtlich in Leitungspositionen tätig, so von 1967 bis 1973 als Bundesvorsitzender der Katholischen Landjugendbewegung (KLJB) und als Mitglied im Zentralkomitee der deutschen Katholiken, zuletzt von 2001 bis 2009 als Vorsitzender und Geschäftsführer der Katholischen Landvolkbewegung Deutschland und des Internationalen Ländlichen Entwicklungsdienstes (ILD).
Im Januar 2018 erhielt Kroll-Schlüter für seine Verdienste den päpstlichen Orden des heiligen Papstes Silvester und wurde zum „Ritter des Ordens vom Heiligen Papst Silvester“ ernannt. Die Ehrung nahm der Paderborner Erzbischof Hans-Josef Becker vor.